# Marriage Is a Private Affair
Marriage Is a Private Affair is een Amerikaanse filmkomedie uit 1944 onder regie van Robert Z. Leonard.

## Verhaal
Theo krijgt veel aandacht van mannen, maar ze wil niet trouwen. Na lang aandringen stemt ze in met het huwelijkaanzoek van luitenant Tom West. Ze krijgen een kind en haar man is almaar weg voor zijn baan. Theo mist haar leven als vrijgezel.

## Rolverdeling
| Acteur            | Personage                   |
| ----------------- | --------------------------- |
| Lana Turner       | Theo Scofield West          |
| James Craig       | Kapitein Miles Lancing      |
| John Hodiak       | Luitenant Tom Cochrane West |
| Frances Gifford   | Sissy Mortimer              |
| Hugh Marlowe      | Joseph I. Murdock           |
| Natalie Schafer   | Irene Selworth              |
| Keenan Wynn       | Majoor Bob Wilton           |
| Herbert Rudley    | Ted Mortimer                |
| Paul Cavanagh     | Mijnheer Selworth           |
| Morris Ankrum     | Ed Scofield                 |
| Jane Green        | Martha                      |
| Tom Drake         | Bill Rice                   |
| Shirley Patterson | Mary Saunders               |
| Neal Dodd         | Predikant                   |
| Nana Bryant       | Verpleegster                |